# Stenus carbonarius
Stenus carbonarius är en skalbaggsart som beskrevs av Leonard Gyllenhaal 1827. Stenus carbonarius ingår i släktet Stenus, och familjen kortvingar. Arten är reproducerande i Sverige.